# مجله بریتانیایی پرستاری قلب
مجله بریتانیایی پرستاری قلب (به انگلیسی: British Journal of Cardiac Nursing) یا بی‌جی‌سی‌ان (BJCN)، یک ماهنامه پرستاری به زبان انگلیسی است که در سال   ۲۰۰۶   بنیان‌گذاری‌شده است. این ماهنامه مقاله‌ها و پژوهش‌های کلینیکی انجام شده در  پرستاری قلب را منتشر می‌کند.